# اچ‌ام‌اس نیوهمپشایر (۱۷۴۱)
اچ‌ام‌اس نیوهمپشایر (۱۷۴۱) (به انگلیسی: HMS Hampshire (1741)) یک کشتی بود که طول آن ۱۳۴ فوت (۴۰٫۸ متر) بود. این کشتی در سال ۱۷۴۱ ساخته شد.